# Joseph Max
Joseph Calanza Max, född den 16 januari 1804 i Bürgstein, död den 18 juni 1855 i Prag, var en böhmisk skulptör. Han var bror till Emanuel von Max och far till Gabriel von Max.

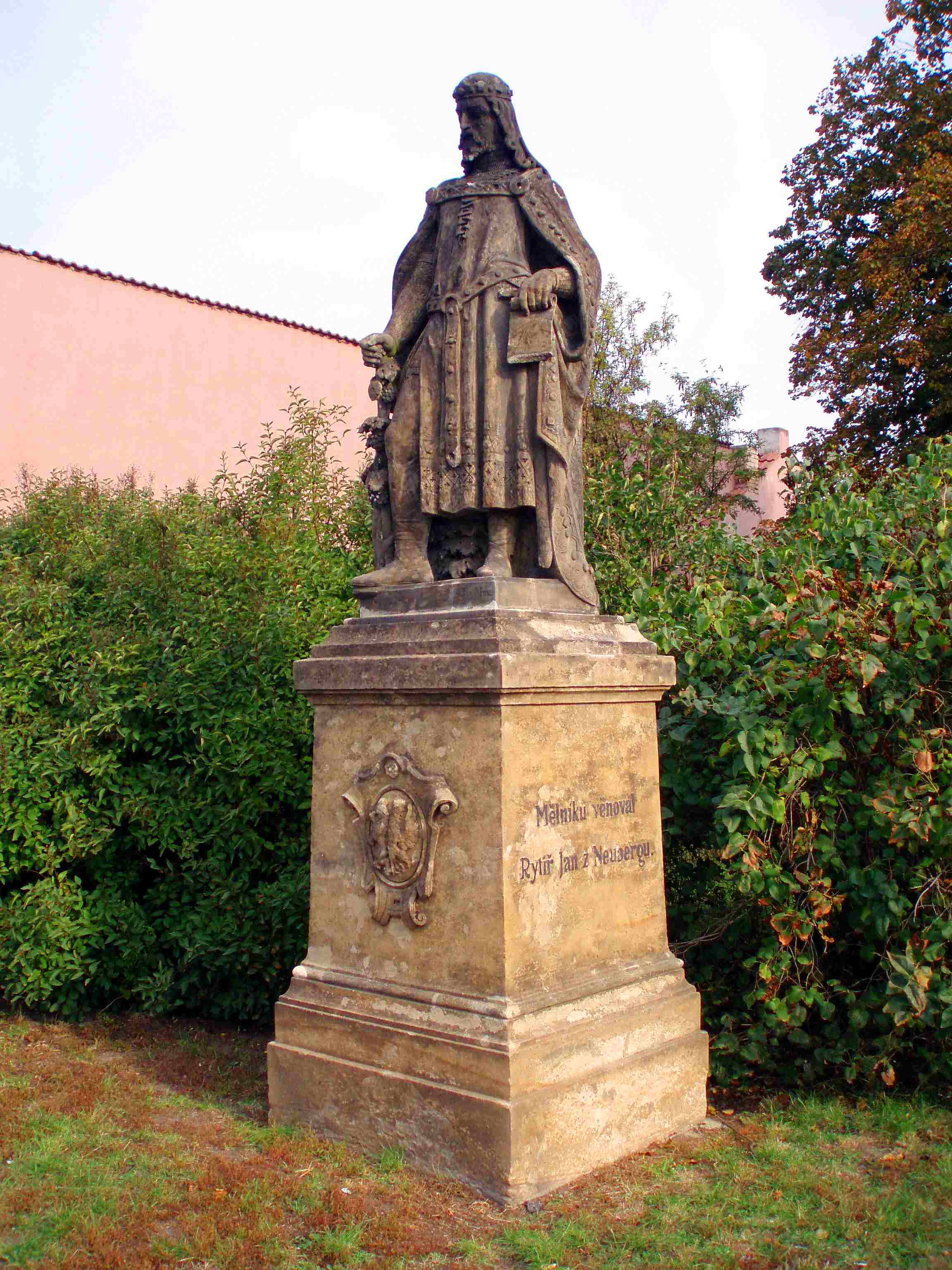
Monument över Karl IV i Mělník.

Max främsta arbete är bifigurerna (8 soldater, som bär marskalken på en sköld) till broderns Radetzkystaty i
Prag (avtäckt 1858). Han utförde även allegoriska figurer för Franzens monument och modellen till studentmonumentet, båda i Prag.